# Joanna Wojewoda-Budka
Joanna Kinga Wojewoda-Budka (ur. 4 listopada 1978) – polska chemiczka, specjalistka inżynierii materiałowej.

## Życiorys
Joanna Wojewoda-Budka w 2002 ukończyła studia w zakresie chemii fizycznej na Uniwersytecie Jagiellońskim. W 2007 w Instytucie Metalurgii i Inżynierii Materiałowej im. Aleksandra Krupkowskiego Polskiej Akademii Nauk uzyskała stopień doktora nauk technicznych w dyscyplinie inżyniera materiałowa na podstawie napisanej pod kierunkiem Pawła Zięby dysertacji Charakterystyka zjawisk na granicach międzyfazowych spoin otrzymanych w wyniku lutowania dyfuzyjnego miedzi stopami indu. W 2014 habilitowała się tamże w dziedzinie nauk technicznych, dyscyplina inżynieria materiałowa, przedstawiwszy dzieło Analiza mikrostrukturalna i termodynamiczna wysokotemperaturowego oddziaływania aluminium z podłożami tlenkowymi (Y2O3, NiO, ZnO, SiO2), będąca punktem wyjścia do uzyskania kompozytów metalowo-ceramicznych o wzajemnie przenikających się sieciach.
W 2004 rozpoczęła pracę w Instytucie Metalurgii i Inżynierii Materiałowej PAN w Krakowie, początkowo na stanowisku chemiczki (styczeń 2004 –  lipiec 2006), następnie specjalistki (lipiec 2006 – listopad 2006), adiunktki (2007–2014), profesorki instytutu (od 2014). W latach 2015–2019 była zastępczynią kierownika Laboratorium Skaningowej Mikroskopii Elektronowej. 1 lipca 2019 objęła stanowisko dyrektorki Instytutu. W 2023 wybrana na kolejną 4-letnią kadencję.
Jej zainteresowania naukowe obejmują takie zagadnienia jak: techniki łączenia materiałów, np. lutowanie dyfuzyjne, zgrzewanie wybuchowe metali i ich stopów.
Członkini Polskiego Towarzystwa Materiałoznawczego, Polskiego Towarzystwa Mikroskopii oraz Komitetu Inżynierii Materiałowej i Metalurgii Polskiej Akademii Nauk. Członkini Rady Łukasiewicz - Górnośląskiego Instytutu Technologicznego.

## Ordery i odznaczenia
- Srebrny Krzyż Zasługi „za zasługi w działalności na rzecz rozwoju nauki” (2017)[7]
- Krzyż Kawalerski Orderu Odrodzenia Polski „za wybitne osiągnięcia w pracy naukowo-badawczej i wdrożeniowej, za popularyzowanie polskiej myśli naukowej na świecie” (2023)[8]